# Aina Maria Le Senne Pascual
Aina Maria Le Senne Pascual   (Palma, 1930) és una historiadora, bibliotecària i documentalista balear.
Inicialment, exercí com a pèrita mercantil des del 1950. El 1976 es llicencià en història a la Universitat de Barcelona i, posteriorment, el 1988 obtingué el títol del Col·legi Oficial de Bibliotecaris-Documentalistes de Catalunya. S'encarregà de la catalogació de la biblioteca donada per Estanislau de Kostka Aguiló i Aguiló a la Societat Arqueològica Lul·liana el 1979, i inicià l'inventari del fons de la Societat Econòmica Mallorquina d'Amics del País de l'Arxiu del Regne de Mallorca. Fou la bibliotecària de la Societat Arqueològica Lul·liana entre el 1977 i el 1983 i, des del 1984, fou arxivera bibliotecària del Parlament de les Illes Balears. La seva tasca investigadora s'ha centrat en l'estudi de la noblesa mallorquina dels segles XVI-XVIII i en l'anàlisi de diferents arxius i col·leccions documentals. Ha publicat nombrosos articles en revistes especialitzades, com ara Fontes Rerum Balearium, Recerques, Mayurqa, Bolletí de la Societat Arqueològica Lul·liana i Trabajos de Geografía.

## Publicacions[1]
- “Aproximación al estudio de la clase noble en Mallorca: el patrimonio de los Formiguera”, Trabajos de Geografía, 34 (1977-78)
- Documentación medieval sobre el honor de Sant Martí (1978)
- “Nobleza, comercio y corso en la Mallorca moderna: los ‘negocis per mar’ de los Sureda”, Mayurqa, 19 (1979-80)
- Canamunt i Canavall. Els conflictes socials a Mallorca en el segle XVII (1981)
- Els segles xvi i xvii i l'art del segle XVIII (1982);
- “El archivo de la Sociedad Económica Mallorquina de Amigos del País”, Aportaciones para una guía de los Archivos de Baleares (1983)
- “Els pergamins del ‘fondo de Estanislao de K. Aguiló’ a la Societat Arqueològica Lul·liana”, Bolletí de la Societat Arqueològica Lul·liana, 40 (1984)
- “Precisiones sobre la ‘cavalleria’ en Mallorca (siglos XIII-XVII)”, Studia historica et philologica in honorem M. Batllori (1984)
- “Les publicacions periòdiques del Círculo Mallorquín (1851-1983)”, Homenatge a Antoni Mut Calafell, arxiver (1993)